# Åker-Länna församling
Åker-Länna församling är en församling i Domprosteriet i Strängnäs stift. Församlingen ligger i Strängnäs kommun i Södermanlands län. Församlingen utgör ett eget pastorat.

## Administrativ historik
Församlingen bildades 2002 genom sammanslagning av Åkers samt Länna församlingar.

## Kyrkor
- Länna kyrka
- Åkers kyrka